# Ljubljana International Film Festival
Das Ljubljana International Film Festival (kurz: LIFFe, slowenisch: Ljubljanski mednarodni filmski festival) findet seit 1990 jährlich in der slowenischen Hauptstadt Ljubljana statt. Mit rund 50000 Besuchern jährlich zählt es zu den größten Filmfestivals des Landes.
Bis 1996 noch unter dem Namen Film Art Fest Ljubljana veranstaltet, spezialisierte sich das internationale Festival von Anfang an auf künstlerisch anspruchsvolle Filme, die bislang in Slowenien noch nicht im Kino zu sehen waren. Zu diesem Zweck werden insbesondere Preisträgerfilme bedeutender Festivals wie Cannes, Venedig oder Rotterdam eingeladen. Im Programm finden sich neben Spielfilmen auch Dokumentar-, Animations- und Kurzfilme. Im Rahmen des Festivals finden Workshops, Seminare und Ausstellungen – unter anderem in Zusammenarbeit mit der Akademie für Theater, Radio, Film und Fernsehen – statt.
Hauptspielstätte und gleichzeitig Organisator des Festivals ist das 1981 eröffnete Kultur- und Kongresszentrum Cankarjev dom. Außerdem werden mehrere Programmkinos in der Innenstadt bespielt.
Der Hauptpreis des Festivals heißt Vodomec (internationale Bezeichnung: Kingfisher Award). Er wird seit 1996 von einer internationalen Jury an den besten Erst- oder Zweitfilm vergeben und ist mit 5000 Euro dotiert. Vodomec ist das slowenische Wort für Eisvogel. Der seit 2000 verliehene Publikumspreis Zlati kolu (internationale Bezeichnung: Golden Reel Award) besteht in der Distribution des Preisträgerfilms in Slowenien. Zudem werden seit 2004 ein FIPRESCI-Preis der Fédération Internationale de la Presse Cinématographique und seit 2005 der Amnesty International Film Award vergeben.
Hauptsponsor des Festivals ist ein slowenisches Mobilfunkunternehmen.